# Screaming
Screaming (traducido del inglés significa gritar) es una forma de vocalización común en diversos estilos, especialmente en subgéneros del punk, el heavy metal, y noise, consistente en gritos agudos y rasgados. Se usa con frecuencia para transmitir una emoción, como la ira, la angustia, la agresión, la hostilidad, el dolor o el sufrimiento.
Comúnmente es confundido con las voces guturales y a los Shriek (Chillido) utilizados en el Black Metal con la diferencia de que estas últimas utilizan registros gruesos, bajos y agudos que son generalmente incluidos en géneros de metal extremo. 
El screaming está caracterizado por ser una distorsión de la voz en tonos medios, para los que se emplean un uso de las cuerdas vocales falsas y la voz de cabeza en un mecanismo de vibración similar al del vocal fry para emitir las frecuencias. Al contrario de lo que se cree, si la técnica está bien realizada, no daña la voz del cantante que la realiza. Pudiendo mantener voces longevas y cuidadas. 

## Screaming en los distintos géneros musicales

### Punk rock
El screaming es común en el punk rock y el hardcore punk. Los primeros grupos punk se caracterizaron por una tendencia general a evitar cantar con las técnicas tradicionales en favor de un canto más directo, de estilo duro que acentúa el sentido en lugar de belleza. La extensión lógica de esta estética es gritar, y en el hardcore punk, por lo general son voces gritadas frenéticamente, a menudo acompañada de un grupo de personas que también grita (este estilo es muy común en el punk rock, más prominente en el Oi! y el streetpunk).

### Hardcore punk
El screaming dentro del hardcore punk, es muy usado debido a que este es uno de los subgéneros más duros del punk, que trata de demostrar esa dureza y hostilidad a través del screaming, este fue evolucionando a medida del tiempo. Desde vocales un pocos más duros que el streetpunk, pasando por la old school hardcore y hasta lo que se conoce como metalcore, donde los gritos son más potentes e influenciados por el death metal.

### Heavy metal
El screaming dentro del heavy metal es comúnmente usado en sus subgéneros más pesados. Esta técnica comenzó a utilizarse mayoritariamente a partir del thrash metal, debido a la tendencia en expresar una mayor agresividad en la música, así como también por la importante influencia del hardcore punk. En el black metal también es  utilizado por algunas bandas ya que al contrario de bandas de death metal donde se usan guturales de registros bastante graves en el black metal se usan en conjunto con el Shriek (Chillido) desgarrador característico de este género ya que son parecidos a los screaming utilizados en el metalcore

### Crunkcore
El screaming es común en el Crunkcore y juega un papel muy importante. Los grupos Crunkcore se caracterizan por las bases muy parecidas a la del Rap, solo que con más estética, su estilo duro que acentúa el sentido en lugar de la vulgaridad. La extensión lógica de esta estética es gritar, y en el Crunkcore, por lo general son voces similares al rapeo, tal es el caso de las bandas más emblemáticas en este género, como BrokeNCYDE, Dot Dot Curve :), Subscene, How To Kill A Monster, Scene Kidz, Dropping A Popped Locket, SnapKracklePop! o Jayreck.

### Emo y screamo
El emo y screamo utilizan el grito con tono emocional. Las primeras bandas de emo gritaban de manera similar a las bandas de hardcore punk y anarco-punk de los años 1980. El grito para aquel entonces era utilizado levemente. Pero bandas emo, como Heroin, comenzaron a utilizar más frecuentemente gritos en sus canciones, siendo estas bandas las que influenciarán a las siguientes generaciones para generar el subgénero screamo. Es así que bandas como Funeral Diner, Saetia, Orchid, City of Caterpillar o La Quiete se caracterizaron por usar un grito más intenso, agudo, y que generalmente se extendía durante toda la canción, se usa intentando expresar un sentimiento ya sea como el dolor en cada grito Pain Screams (traducido del inglés, pain = dolor, screams = gritos, llamado así gritos de dolor).
Rara gente puede detectar un sentido de drama en cada voz, por ejemplo la lírica y la voz de alguien pueden expresar lo que sienten, y muchos expresan sus sentimientos en este tipo de género.

### Metalcore
El screaming es común en el metalcore, debido principalmente a que este género es la fusión del hardcore punk con el heavy metal, heredando de éstos una gran variedad de gritos en sus canciones, desde los usados normalmente en el hardcore punk hasta los usados en el death metal y black metal.

### Post-hardcore
La primera generación de bandas post hardcore utilizaban levemente el screaming en sus canciones, durante unas sílabas o palabras o en una estrofa. Pero desde el año 2003 las nuevas bandas de post hardcore utilizan cada vez más gritos, hasta utilizarlos durante toda la canción. Entre estas bandas podemos nombrar a Drop Dead, Gorgeous, From First to Last, Escape The Fate, The Fall of Troy o Alesana.

### Nu metal
El nu metal emplea a veces el screaming (grito) junto con el rapeo y otros estilos de voz. Pero algunos grupos de nu metal han empleado un mayor uso del screaming en su música, bandas como Spineshank, Slipknot, Bad Omens, Ill Niño, Mudvayne, Disturbed, Linkin Park o Static-X.

### Otros géneros
Algunas canciones de Pink Floyd poseen gritos desgarradores de su bajista Roger Waters. Otro ejemplo es la famosa banda de Rock los Beatles, donde se pueden escuchar gritos en su clásico álbum The BEATLES.
Algunas bandas de scene han experimentado con el grito, por ejemplo Paramore y My Chemical Romance. En exponentes del rap emo como Lil Peep, XXXTentacion, Hella Sketchy y Lil Jumex suelen usar en sus canciones el scream, especialmente los dos últimos.